# Kotake
Kotake (小竹町, Kotake-machi) est un bourg du district de Kurate, dans la préfecture de Fukuoka, au Japon.

## Géographie

### Démographie
Au 1er août 2014, la population de Kotake s'élevait à 7 993 habitants répartis sur une superficie de 14,18 km2.